# Maurovich-Horvat Pál
Maurovich-Horvat Pál (Révkomárom, Csehszlovákia, 1978. október 30. –) magyar orvos, radiológus, kardiológus, okleveles népegészségügyi szakember, egyetemi tanár[forrás?], a Semmelweis Egyetem Orvosi Képalkotó Klinikájának igazgatója, a klinika Radiológia Tanszékének tanszékvezető egyetemi tanára, a Magyar Tudományos Akadémia doktora.

## Tanulmányai
Gyermekkorát Dunamocson töltötte, majd a révkomáromi Selye János Gimnáziumban érettségizett. A Semmelweis Orvostudományi Egyetem Általános Orvostudományi Karán 2006-ban summa cum laude minősítéssel szerzett orvosi diplomát.
Orvosi tanulmányai során vendéghallgatóként a University of Cambridge (Cambridge, Egyesült Királyság), Humboldt Universitat (Berlin, Németország), Karolinska Institutet (Stockholm, Svédország), Uppsala University (Uppsala, Svédország) és Harvard University (Cambridge, Massachusetts) szerzett gyakorlatot.
A diploma megszerzése után az Amerikai Egyesült Államokban, a Harvard Egyetemen folytatta tanulmányait és a Harvard School of Public Health karon szerzett Master of Public Health (MPH) diplomát 2012-ben. A Semmelweis Egyetemen 2012-ben védte PhD címét.

## Munkássága
Az orvosi diploma 2006-os megszerzését követően a Semmelweis Egyetem Városmajori Szív- és Érgyógyászati Klinikán dolgozott.
2010-től a Szív-CT program vezetője, 2013-tól az MTA-SE „Lendület” Kardiovaszkuláris Képalkotó Kutatócsoport vezetője, 2019 szeptemberétől az Orvosi Képalkotó Klinika igazgatója és a Radiológia Tanszék vezetője.
2021-től a Semmelweis Egyetem Külső Klinikai Tömbjének orvos-főigazgatója.
Elnökségi tag és alelnök számos jelentős hazai és nemzetközi radiológiai és kardiológiai tudományos társaságnál.

## Kutatásai és tudományos munkái
Tudományos érdeklődésének középpontjában a koronária ateroszklerózis kutatása, a személyre szabott kardiovaszkuláris rizikóbecslés és a mesterséges intelligencia képalkotásban való alkalmazása áll.
2013-ban és 2019-ben elnyerte a Magyar Tudományos Akadémia „Lendület” programjának támogatását. Rendszeres előadója hazai és olyan nemzetközi tudományos társaságok konferenciáinak, mint a European Society of Radiology, European Society of Cardiology, Radiology Society of North America, European Association of Cardiovascular Imaging.
Publikációi rangos hazai és nemzetközi tudományos folyóiratokban jelennek meg. Az IMAGING című nemzetközi folyóirat főszerkesztője, az European Heart Journal: Cardiovascular Imaging  és a Journal of Cardiovascular Computed Tomography társszerkesztője (associate editor), az EHJ Open, Magyar Radiológia és Cardiologia Hungarica szerkesztőbizottságának tagja.
Több mint 220 cikket jegyez nemzetközi folyóiratokban. Kumulatív impakt faktora több mint 1200, Idézeteinek száma 9600. (2022 augusztus)

## Tudományos fokozatok
- 2020 az MTA doktora (DSc) „A szív komputer-tomográfiás vizsgálatának új klinikai perspektívái”
- 2020 habilitáció: Semmelweis Egyetem (Kardiológia)
- 2012 PhD-fokozat: „Az abdominális és a pericoronariás zsírszövet computer tomográfiás meghatározása és összefüggése cardiovascularis rizikófaktorokkal és gyulladásos markerekkel”

## Szakmai képzés
- 2018 Radiológiai szakvizsga (553/2018), Pécsi Tudományegyetem
- 2012 Master of Public Health (2012), Harvard University, Cambridge MA
- 2012 Kardiológiai szakvizsga (946/2012)
- 2006 Általános orvosi diploma (summa cum laude)

## Fontosabb tudományos közleményei
- DISCHARGE – Trial Group, Maurovich-Horvat P, Bosserdt M, Kofoed KF, Rieckmann N, Benedek T, Donnelly P, Rodriguez-Palomares J, Erglis A, Štěchovský C, Šakalyte G, Čemerlić Adić N, Gutberlet M, Dodd JD, Diez I, Davis G, Zimmermann E, Kępka C, Vidakovic R, Francone M, Ilnicka-Suckiel M, Plank F, Knuuti J, Faria R, Schröder S, Berry C, Saba L, Ruzsics B, Kubiak C,  Gutierrez-Ibarluzea I, Schultz Hansen K, Müller-Nordhorn J, Merkely B, Knudsen AD, Benedek I, Orr C, Xavier Valente F, Zvaigzne L, Suchánek V,  Zajančkauskiene L, Adić F, Woinke M, Hensey M, Lecumberri I, Thwaite E, Laule M, Kruk M, Neskovic AN, Mancone M, Kuśmierz D, Feuchtner G, Pietilä M, Gama Ribeiro V, Drosch T, Delles C, Matta G, Fisher M, Szilveszter B, Larsen L, Ratiu M, Kelly S, Garcia Del Blanco B, Rubio A, Drobni ZD,     Jurlander B, Rodean I, Regan S, Cuéllar Calabria H, Boussoussou M, Engstrøm T, Hodas R, Napp AE, Haase R, Feger S, Serna-Higuita LM, Neumann K, Dreger H, Rief M, Wieske V, Estrella M, Martus P, Dewey M. CT or Invasive Coronary Angiography in Stable Chest Pain. N Engl J Med. 2022 Apr 28;386(17):1591-1602. doi: 10.1056/NEJMoa2200963.
- Simon J, Fung K, Raisi-Estabragh Z, Aung N, Khanji MY, Kolossváry M, Merkely B, Munroe PB, Harvey NC, Piechnik SK, Neubauer S, Petersen SE, Maurovich-Horvat P. Light to moderate coffee consumption is associated  with lower risk of death: a UK Biobank study. Eur J Prev Cardiol. 2022 May 6;29(6):982-991. doi: 10.1093/eurjpc/zwac008.
- Kolossváry M, Park J, Bang JI, Zhang J, Lee JM, Paeng JC, Merkely B, Narula J, Kubo T, Akasaka T, Koo BK, Maurovich-Horvat P. Identification of invasive and radionuclide imaging markers of coronary plaque vulnerability using radiomic analysis of coronary computed tomography angiography. Eur Heart J Cardiovasc Imaging. 2019 Nov 1;20(11):1250-1258. doi: 10.1093/ehjci/jez033.
- Kolossváry M, Karády J, Szilveszter B, Kitslaar P, Hoffmann U, Merkely B,  Maurovich-Horvat P. Radiomic Features Are Superior to Conventional Quantitative Computed Tomographic Metrics to Identify Coronary Plaques With Napkin-Ring Sign. Circ Cardiovasc Imaging. 2017 Dec;10(12):e006843. doi: 10.1161/CIRCIMAGING.117.006843.
- Maurovich-Horvat P, Ferencik M, Voros S, Merkely B, Hoffmann U. Comprehensive plaque assessment by coronary CT angiography. Nat Rev Cardiol. 2014 Jul;11(7):390-402. doi: 10.1038/nrcardio.2014.60.
- Maurovich-Horvat P, Schlett CL, Alkadhi H, Nakano M, Otsuka F, Stolzmann P, Scheffel H, Ferencik M, Kriegel MF, Seifarth H, Virmani R, Hoffmann U. The napkin-ring sign indicates advanced atherosclerotic lesions in coronary CT angiography. JACC Cardiovasc Imaging. 2012 Dec;5(12):1243-52. doi: 10.1016/j.jcmg.2012.03.019.
- Maurovich-Horvat P, Hoffmann U, Vorpahl M, Nakano M, Virmani R, Alkadhi H. The napkin-ring sign: CT signature of high-risk coronary plaques? JACC Cardiovasc Imaging. 2010 Apr;3(4):440-4. doi: 10.1016/j.jcmg.2010.02.003.

## Családja és hobbija
A Maurovich Horvat családi nevet először 1625-ben II. Ferdinánd német-római császár említi, címeres levelében.
Édesapja és édesanyja háziorvosként dolgozik a szlovákiai Révkomáromban.
Húga Maurovich Horvat Eszter kardiológusként dolgozik Prágában, öccse Maurovich Horvat Lajos közgazdász Londonban.  
Felesége dr. Jermendy Ágnes gyermekgyógyász szakorvos a Semmelweis Egyetem I. Sz. Gyermekgyógyászati Klinikáján
Gyermekei: Benedek (2016), Domonkos (2018), Abigél Piroska (2022).
Szabadidejében szívesen hegyi kerékpározik.

## Fontosabb díjai, kitüntetései
- Lilly Research Award (2006)
- American Diabetes Association’s Travel Grant (2006)
- 1. díj: Semmelweis Egyetem PhD Tudományos Napok (2008)
- Magyar Kardiológusok Társasága, Lozsádi Norbert díj (2008)
- 1. díj: Ifjúsági szekció, MKT tudományos kongresszusa (2009)
- Albert Renold ösztöndíj (2009)
- Siemens Outstanding Achievement Award in Research (SOAR) award finalist (2009)
- Society of Cardiovascular Computed Tomography's Travel Grant (2009)
- Harvard Egyetem Radiológiai Klinikáinak Kutatói díja (2009)
- Rosztóczy Ösztöndíj (2010)
- 1. díj: poszter, Annual Conference of Swiss Society of Radiology (2011)
- Legjobb Poszternek járó díj, Annual meeting of the Society of Cardiovascular Computed Tomography (2012)
- A Semmelweis Egyetem Merit díja (2012)
- Kunos István Díj, Szív- és Érgyógyászati Klinika, Semmelweis Egyetem (2012)
- Travel Grant, Nuclear Cardiology and Cardiac CT, European Society of Cardiology     (2013)
- Richter Gedeon Díj, Magyar Kardiológusok Társasága (2013)
- "Lendület" Kutatói Támogatás, Magyar Tudományos Akadémia     (2013)
- Best Scientific Paper Presentation Award, European Congress of Radiology (2015)
- Travel Grant, Best Abstract Prize, American Diabetes Association, Boston, MA (2015)
- Best case presentation prize, The American Austrian Fundation, Salzburg Weill     Cornell Seminar: Diagnostic Imaging (2015)
- Pro Societate Emléklap, Magyar Kardiológusok Társasága (2016)
- A Semmelweis Egyetem Merit díja (2016)
- Jendrassik Ernő jutalomdíj (2017)
- Román Kardiológus Társaság tiszteletbeli tag (2017)
- Kuffler mentor díj (2018)
- Kiváló Tudományos Diákköri Nevelő díj (2019)
- "Lendület" Kutatói Támogatás, Magyar Tudományos Akadémia (2019)
- Semmelweis Egyetem Doktori Iskola Kiváló PhD témavezető díj (2021)
- Gábor Dénes-díj (2021)

## Nyelvismeret
- Angol (középfokú állami nyelvvizsga, C típusú)
- Szlovák (felsőfokú állami nyelvvizsga, C típusú)

## Külső hivatkozások
- Mesterséges intelligencia és a jövő radiológiája  (előadás Semmelweis Egyetem Szenior Akadémia)
- Google citations Pál Maurovich-Horvat
- Dr. Maurovich Horvat Pál műveinek listája az MTMT adatbázisában
- Semmelweis Központi Könyvtár szerzői profil
- Research Gate:
- MTMT:
- ORCID:
- Google Scholar
- Linkedin: